# División de Comunicación Social
La División de Comunicación Social (Dinacos) fue un organismo dependiente de la Subsecretaría General de Gobierno chileno establecido durante la dictadura militar, operativo desde finales de 1973 hasta el 12 de febrero de 1992. Sustituyó a la antigua Oficina de Informaciones y Radiodifusión de la Presidencia de la República.

## Historia
La entidad fue creada después del golpe de Estado del 11 de septiembre de 1973, aunque sus atribuciones fueron fijadas de manera oficial el 31 de diciembre de 1976, mediante el Decreto 11, que fijó las atribuciones de la Secretaría General de Gobierno.
Sus oficinas se encontraban en el Edificio Diego Portales, y su objetivo era visar y censurar los contenidos generados por todo medio, audiovisual o escrito, autorizado para transmitir o circular en el país. Además, extendía su función revisora a las obras culturales, y era el encargado de las comunicaciones oficiales de la dictadura militar.
La División de Comunicación Social continuó existiendo durante la primera mitad del gobierno de Patricio Aylwin, hasta que el 12 de febrero de 1992 fue creada la Secretaría de Comunicaciones y Cultura.

## Directores
- Coronel Virgilio Espinoza Palma (1974)
- Coronel Orlando Jerez Borges (1975)
- Coronel Gastón Zúñiga Paredes (1976)
- Coronel Sergio Badiola Broberg (enero-marzo de 1977)
- Coronel Werther Araya Steck (abril-diciembre de 1977)
- Mayor Hugo Morales Courbis (1978-15 de febrero de 1979)
- Luciano Vásquez Muruaga (15 de febrero-10 de noviembre de 1979)
- Jorge Fernández Parra (10 de noviembre de 1979-8 de junio de 1982)
- Ignacio Astete Álvarez (8 de junio de 1982-10 de marzo de 1983)
- Osvaldo Rivera Riffo (10 de marzo de 1983-1 de marzo de 1985)
- José Miguel Armendáriz Azcárate (1 de marzo de 1985-1 de septiembre de 1985)
- Leslie Cooper Allan (interina, 1 de septiembre de 1985-29 de julio de 1986)
- Marcelo Venegas Palacios (29 de julio de 1986-23 de diciembre de 1986)
- Iván Córdova Evans (1 de enero-24 de septiembre de 1987)
- Jorge Eugenín Ulloa (24 de septiembre de 1987-1 de enero de 1989)
- Miguel Ángel Romero Astudillo (1 de enero de 1989-11 de marzo de 1990)[4]
- Eugenio Tironi Barrios (11 de marzo de 1990-12 de febrero de 1992)[5]